# Alchemilla sokolowskii
Alchemilla sokolowskii — вид квіткових рослин з родини трояндових (Rosaceae). Ареал: Південна Польща (Татри).